# Szenenmut
Szenenmut ókori egyiptomi építész és hivatalnok a XVIII. dinasztia idején. Ő tervezte Hatsepszut fáraónő híres Dejr el-Bahari-i templomát. Egyes feltételezések szerint Hatsepszut szeretője volt.
Szenenmut Juniból (ma Armant) származott, vidéki középosztálybeli írástudó családból. Szülei, Ramosze és Hatnofer Théba melletti érintetlen sírját 1935-36-ban tárták fel. A sír fontos szerepet játszik annak meghatározásában, mikortól uralkodott Hatsepszut régens helyett már fáraóként: koronázásának a 7. év végére már meg kellett történnie, mert az erre az évre datált amforán már uralkodói neve szerepel.
A sírból több adat is kiderül Szenenmut családját illetően. Apját Ramoszénak hívták, és körülbelül hatvanévesen halt meg, anyja Hatnofer (vagy Hatnofret), Szitdzsehuti lánya volt, aki hat vagy hét évvel túlélte férjét, és Hatsepszut uralkodásának hetedik évében halt meg, amikor Szenenmut már magasabb pozícióban volt és díszesebb temetést tudott rendezni neki; ekkor apját is újratemettette az új sírba, melyet sajátja közelében alakíttatott ki. Szenenmutnak öt testvére ismert: három fiú, Amenemhat, Minhotep és Páiri, valamint két lány, Ahhotep és Nofrethór. Sokáig a testvérének hitték Szeniment, aki szintén ebben az időben élt a királyi udvarban, de rokonságukra semmi utalás nincs, Szeniment máshol temették el, mint Szenenmut rokonait, máshol ábrázolják Szenenmut sírjában is, és az anyját is másképp hívták, mint Szenenmutét.

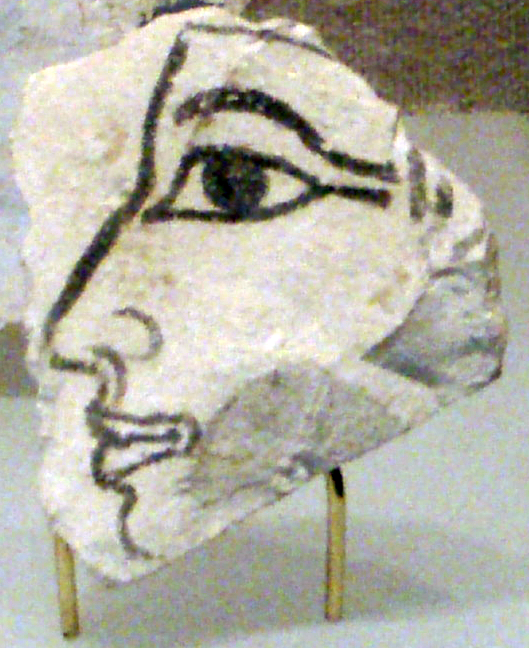
Szenenmut egy cseréptöredéken

Nem tudni, mikor kezdődött Szenenmut pályafutása. Már Hatsepszut trónra lépte előtt említik, ekkor a fáraónő lányának, Nofruré hercegnőnek az „első szolgálója”, majd nevelője lett. Több szobra is ábrázolja a hercegnővel. Hatsepszut trónra lépésekor Szenenmut magasabb pozícióba került, és Szenimen követte Nofruré nevelőjének posztján. Újabb rangja szerint „Ámon magtárainak felügyelője” és „Az uralkodó karnaki munkálatainak felügyelője” lett. Emellett viselt pár olyan címet is, ami feltehetőleg nem valódi feladatokra utalt, csak személye fontosságára utalt, például „A királyi hálószoba felügyelője”, „A fürdőhelyiség fő intézője.
Építészként Szenenmut leghíresebb alkotása Hatsepszut Deir el-Bahari-i halotti temploma, a Dzseszer-dzseszeru („Szentek szentje”), melyet lehetséges, hogy alagútrendszerrel terveztek összekötni Hatsepszut Királyok völgye-beli sírjával. Felügyelte két hatalmas obeliszk állítását is. Ezek egyike ma is áll a karnaki Ámon-templomban, és 29,56 méteres magasságával a ma Egyiptomban álló legmagasabb obeliszk (csak III. Thotmesz egy obeliszkje magasabb nála két és fél méterrel, de az ma Rómában áll).

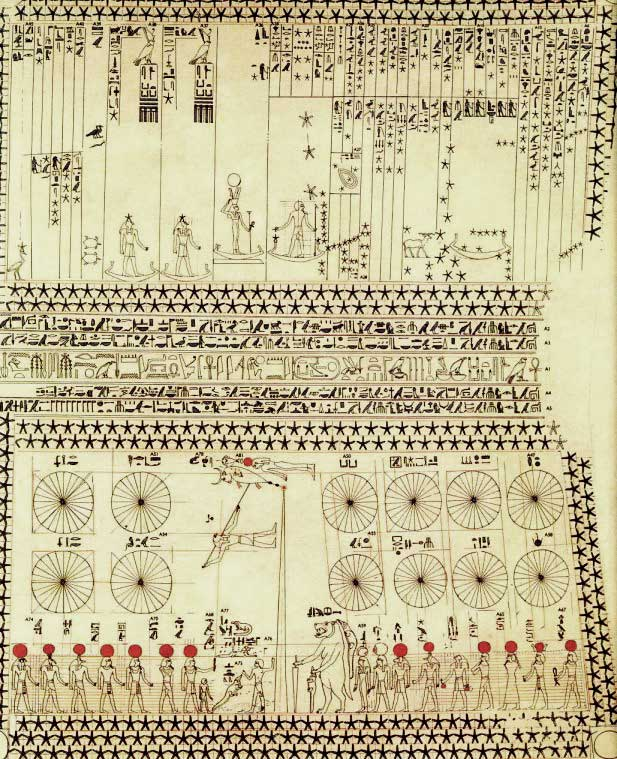
A Szenenmut sírboltjában található két híres freskó másolata, a sírhely jelenleg nem látogatható turisták számára.

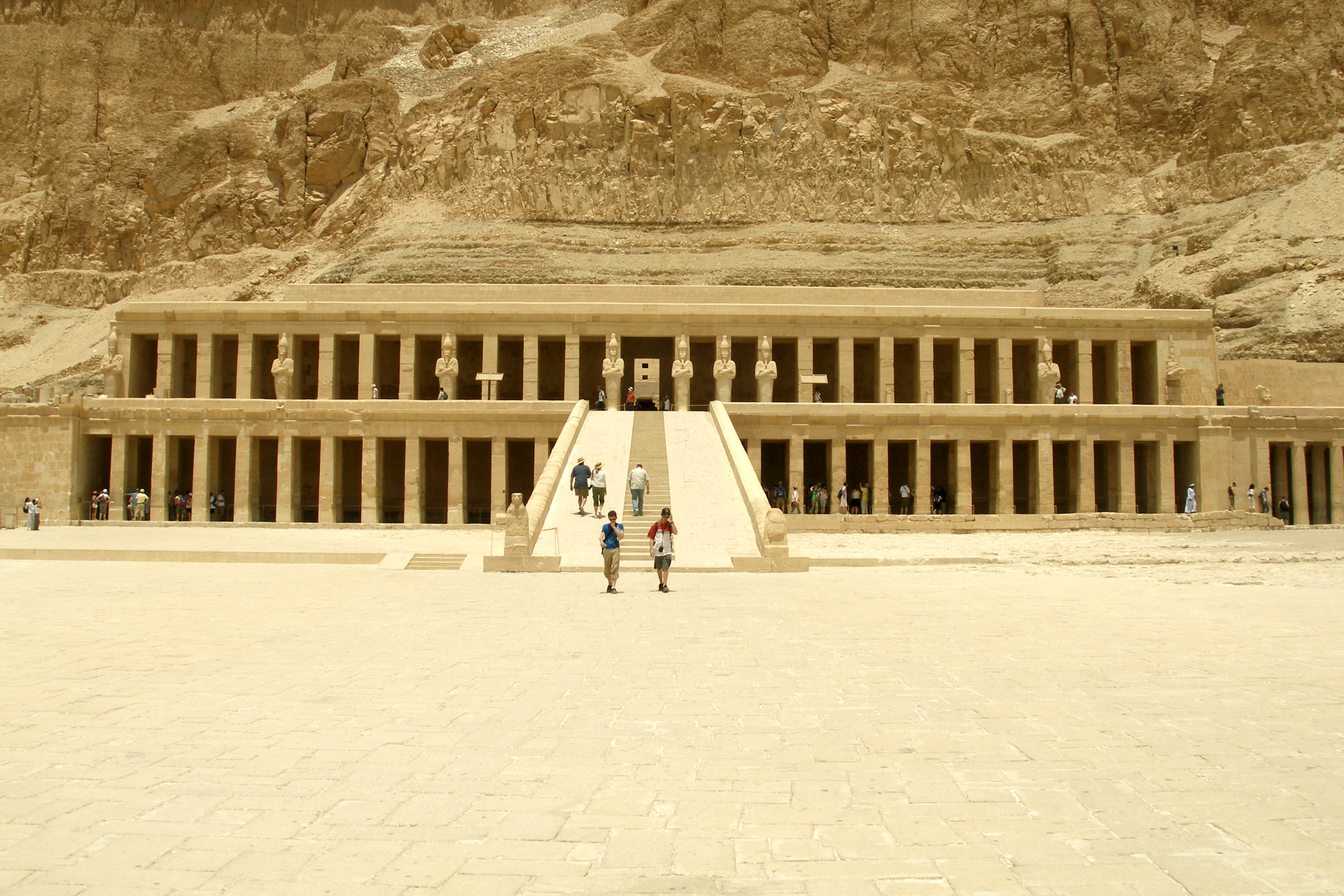
A Dzseszer-dzseszeru

Feltételezések szerint Szenenmut Hatsepszut szeretője volt. Ezt az elméletet főként egy falfirkára alapozzák, mely a Hatsepszut halotti templomán dolgozó egyik munkás sírjának falán maradt fenn Deir el-Bahariban. A kép két meztelen emberalakot ábrázol közösülés közben, egyiküknek a fején mintha fáraói korona lenne. Az elmélet mellett szól, hogy Szenenmut, ókori egyiptomi férfitól szokatlan módon, soha nem nősült meg. Természetesen utólag már nem bizonyítható, hogy bármi is lett volna köztük, de valószínű, hogy közel álltak egymáshoz, ha nem is szeretőként, akkor barátként. Szenenmutnak több ábrázolása is előkerült Hatsepszut Deir el-Bahari-i templomából, ahol olyan helyekre vésték őket (pl. ajtók mögé), ahol rejtve maradtak. Ez nem királyi személytől meglehetősen szokatlan, és az egyiptológusok véleménye megosztott abban a tekintetben, Hatsepszut hallgatólagos beleegyezésével vagy a tudta nélkül kerültek oda az ábrázolások. Maga Szenenmut egy feliratán kijelenti, hogy az uralkodó engedélyével készültek a képek.
Szenenmut két sírt építtetett magának, egyet Hatsepszut 7. uralkodási évében (TT71), egyet, a 353-as sír néven ismertet pedig a 16. évben, Hatsepszut halotti temploma közelében (gyakorlatilag annak területén). Mindkét sírt később alaposan megrongálták, a korábbi feltételezések szerint Hatsepszut emlékének üldözése terjedt ki Szenenmutra is, de ezt bizonyítékok nem támasztják alá, az istenek nevének kivésése például szinte biztosan az Amarna-korban történt, illetve később, már a kereszténység idején.
Szenenmut haláláról nincs adat. Nem tudni sem azt, mikor halt meg, sem azt, miért nem temették el sírjába. A korábbi feltevésekre, melyek szerint hirtelen kegyvesztetté vált, nincs bizonyíték.